# Marine indonésienne

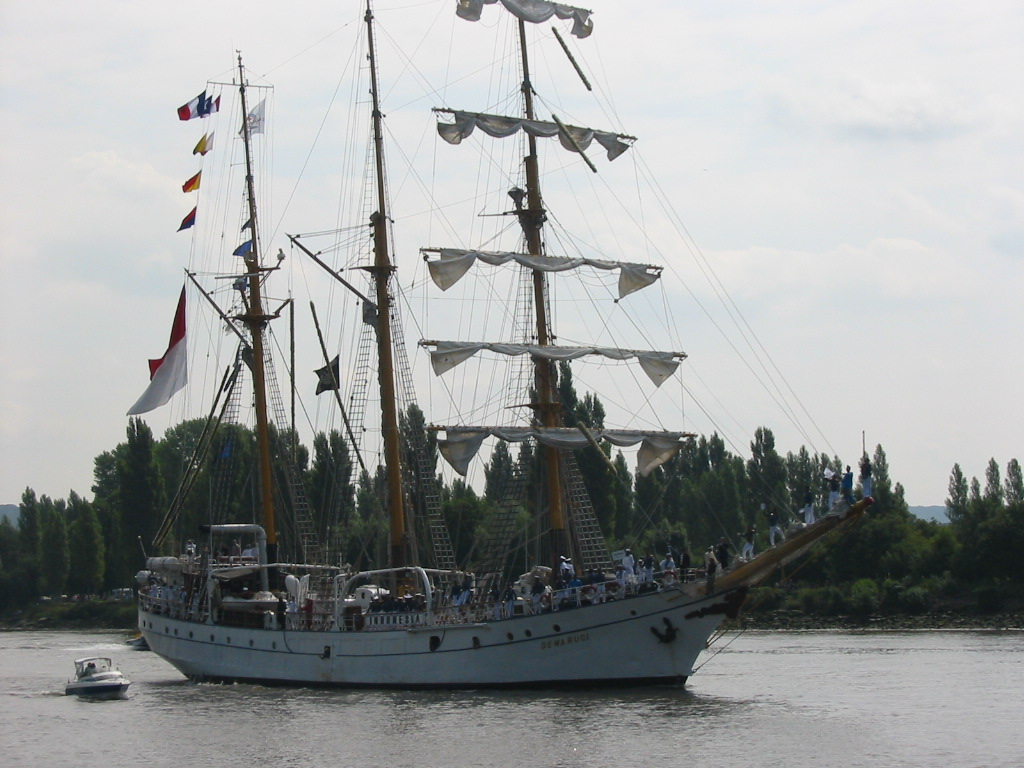
Le Dewaruci, trois-mâts goélette utilisé comme navire-école, à l'Armada de Rouen en 2003

La Tentara Nasional Indonesia Angkatan Laut ("armée nationale indonésienne force navale") ou TNI-AL est la marine militaire de la république d'Indonésie. Ses effectifs sont, en 2007, d'un peu plus de 57 000 hommes.
Dans les années 1990, la marine indonésienne a acquis plusieurs bâtiments de combat de la marine de l'ex-République démocratique allemande. En janvier 2015, elle possède notamment 6 frégates, 26 corvettes, 2 sous-marins, 23 navires d'attaque rapides et 44 patrouilleurs. Son tonnage global en 2002 était de 50 400 tonnes, soit équivalent à celui de la Marine royale néerlandaise, marine de l'ancienne puissance coloniale.
La devise de la marine indonésienne, Jalesveva Jayamahe, signifie « C'est sur les eaux que nous vaincrons » en sanskrit, la langue des textes sacrés de l'hindouisme. La culture indonésienne est en effet encore fortement imprégnée d'éléments empruntés à l'Inde.
L’ular-ular perang, étendard de guerre de la marine indonésienne, est hérité du royaume javanais de Majapahit (XIVe-XVe siècles).

## Mission
La mission de la marine indonésienne est d'être une force territoriale responsable de la surveillance du littoral de l'Indonésie ainsi que de ses eaux archipélagiques. Un premier volet de cette mission est la surveillance des détroits stratégiques, notamment le détroit de Malacca. Un deuxième volet est la lutte contre la contrebande et la pêche illégale, en particulier dans le secteur des îles Natuna, au large de Kalimantan et au large de la Papouasie Occidentale. Pour ce deuxième volet, la marine indonésienne envisage de construire des bases dans les régions isolées de l'est et de l'ouest de l'archipel.

## Organisation
La plupart des bâtiments de la marine indonésienne sont stationnés dans sa base principale à Surabaya (est de Java). Les bâtiments sont groupés en flottilles mobiles qui peuvent être détachées selon les besoins. L'essentiel de l'activité jusqu'ici a été concentrée dans l'ouest de l'archipel, à partir des bases de Belawan à Medan (nord de Sumatra), Tanjungpinang sur Bintan (îles Riau), et un peu dans l'est à partir de la base de Manado (nord de Célèbes).
Le quartier général de la marine est à Jakarta, la capitale.
La marine indonésienne est organisée en trois flottes : la flotte occidentale basée à Jakarta, la flotte centrale basée à Surabaya et la flotte orientale basée à Sorong ;
- Un corps de fusiliers marins ;
- Une aéronautique navale ;
- Un commandement du transport aérien.

### La1reflotte
Le Komando Armada I (commandement de la 1re flotte) est basé à Tanjung Priok, le port de Jakarta. Il couvre les 4 bases principales suivantes :
- Belawan, le port de Medan (Sumatra du Nord) ;
- Padang (Sumatra occidental) ;
- Jakarta ;
- Tanjung Pinang, (îles Riau).

La flotte occidentale comprend notamment les corvettes Silaspapare, Imam Bonjol et Pati Unus (de la classe Sigma) et Kapitan Patimura, Cut Nyak Dhien (en), Sutan Thaha Syaifuddin et Teuku Umar (de la classe Kapitan Pattimura, ex-Parchim).

### La2eflotte
Le Komando Armada II (commandement de la 2e flotte) est basé à Surabaya (Java oriental). Sa flotte est pour l'instant celle de l'ancien Komando Armada RI Kawasan Timur et comprend notamment les frégates Karel Sasuit Tubun (de la classe Ahmad Yani), Fatahillah, Malahayati et Nala (de la classe Fatahillah) et Ki Hajar Dewantara, et le sous-marin Nanggala.
Surabaya abrite également le commandement central de la marine indonésienne.

### La3eflotte
Le Komando Armada III (commandement de la 3e flotte) est basé à Sorong (Papouasie Occidentale).

## Histoire
La marine indonésienne a été créée le 22 août 1945, soit cinq jours après la proclamation de l'indépendance de l'Indonésie, sous le nom de Badan Keamanan Rakyat Laut (« agence de sécurité du peuple pour la mer »). Elle comprenait alors des bateaux en bois et quelques navires de débarquement laissés par la marine impériale japonaise. Avec la création des forces armées indonésiennes le 5 octobre 1945, elle prend le nom d'Angkatan Laut Republik Indonesia ou ALRI (« force navale de la république d'Indonésie »), qu'elle gardera jusqu'en 1970, avant de prendre son nom actuel. Pendant le conflit qui, de 1945 à 1949, oppose la jeune république indonésienne aux Pays-Bas qui tentent de récupérer leur colonie, la mission de l'ALRI est notamment de rompre le blocus naval imposé par les Hollandais. En 1947, en baie de Cirebon dans l'ouest de Java, une flottille indonésienne composée du KRI Gajah Mada, un patrouilleur à coque de bois récupéré des Japonais armé d'un canon de 20 mm et d'une mitrailleuse lourde de 12,7 mm, de 3 remorqueurs et d'une barque à moteur, fut prise à partie par la frégate hollandaise Hr. Ms. Kortenaer. Le Gadjah Mada fut coulé dans l'engagement.

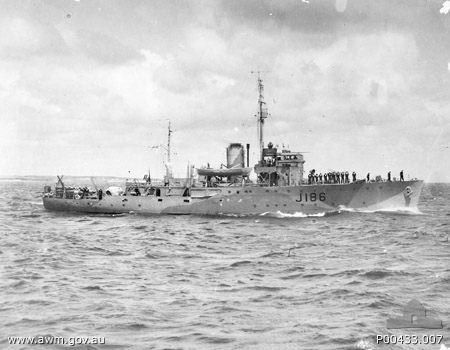
La corvette australienne HMAS Ipswich vers 1944. Transférée à la marine indonésienne sous le nom de KRI Hang Tuah, elle sera coulée en 1958 par un mercenaire américain, Allen Lawrence Pope, aux commandes d'un bombardier B-25 lors de la rébellion de la Permesta.

Après le transfert formel de souveraineté en 1949, l'ALRI hérite de bâtiments de la Koninklijke Marine, notamment des corvettes et des destroyers.

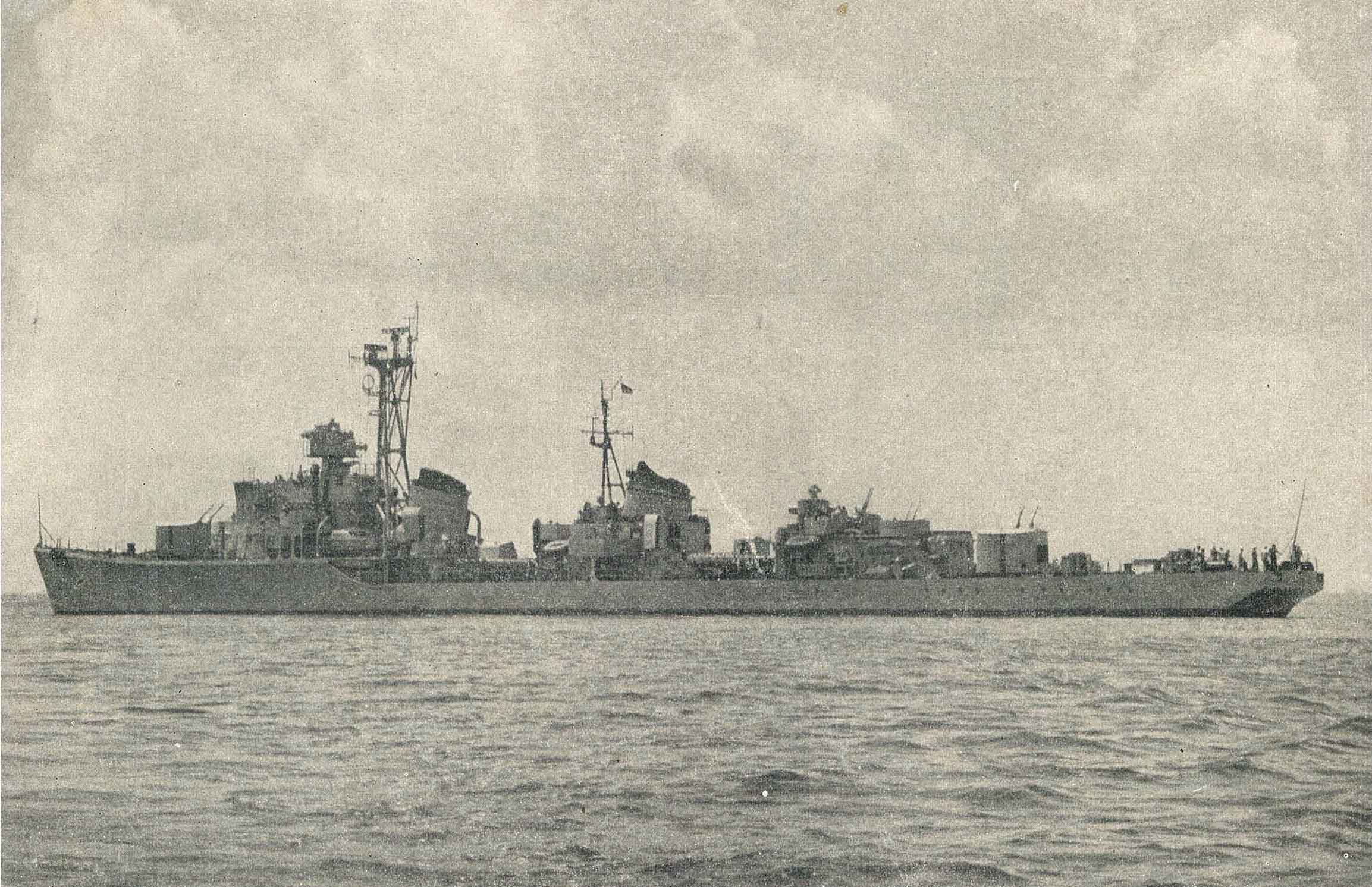
Le destroyer RI Siliwangi de la classe Skory dans les années 1960

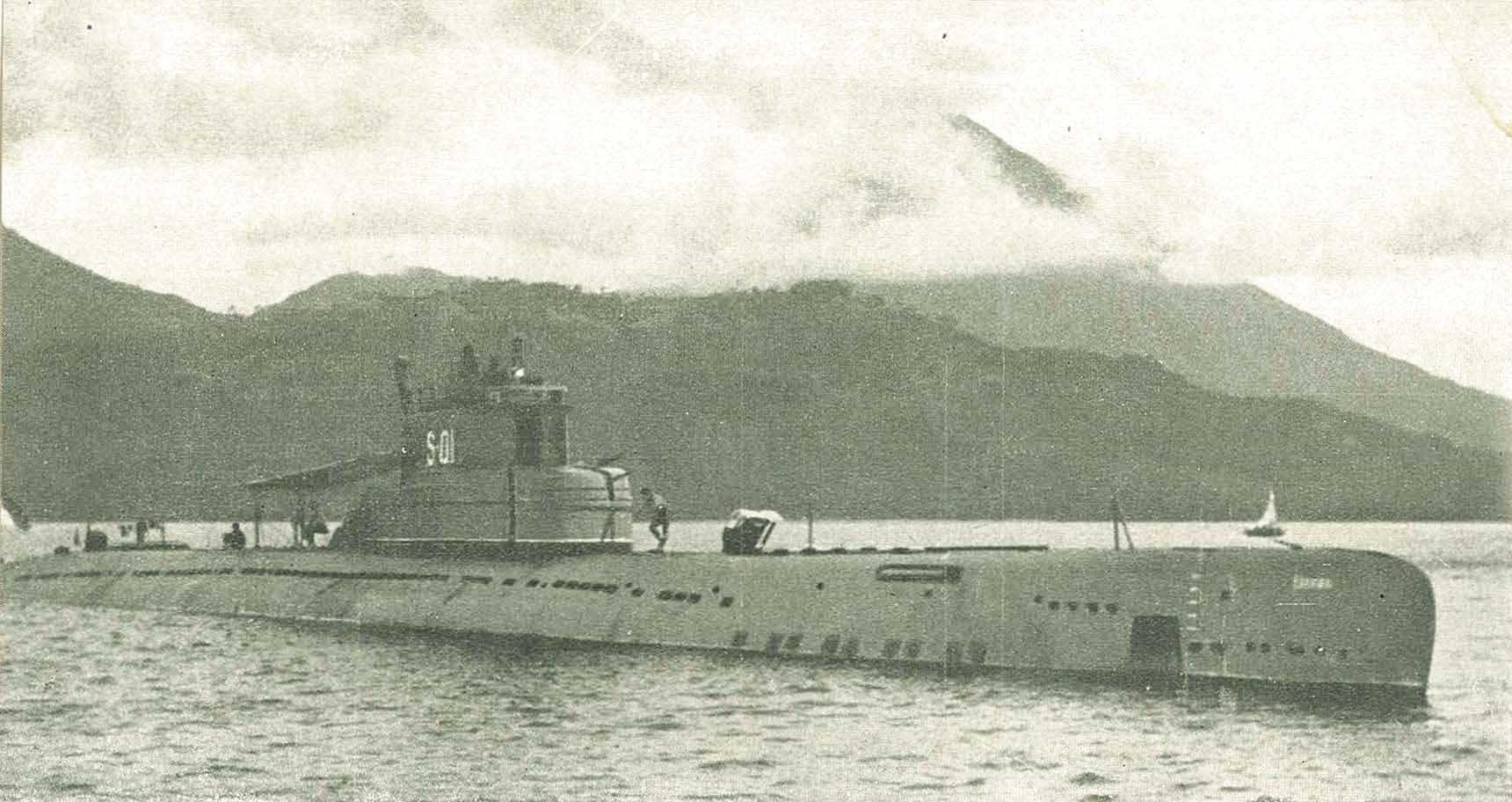
Le RI Tjakra de la classe Whiskey dans les années 1960

En 1959, elle commence à acquérir du matériel de l'Union soviétique et autres pays d'Europe de l'Est, dont un croiseur léger de la classe Sverdlov, 8 destroyers de la classe Skory, 8 frégates de la classe Riga, 12 vedettes lance-missiles de la classe Komar, 14 vedettes lance-torpilles, 28 patrouilleurs, 9 dragueurs de mines, 2 ravitailleurs et 12 sous-marins de la classe Whiskey, ces derniers avec l'équipage soviétique et dépendant toujours de la marine soviétique. L'infanterie de marine reçoit des véhicules blindés et amphibies et l'aéronautique navale des hélicoptères de lutte anti-sous-marine et des bombardiers Iliouchine Il-28.
En 1962, en plein conflit pour la Nouvelle-Guinée occidentale, encore sous administration hollandaise, que Soekarno revendique, la bataille de la mer d'Arafura met aux prises une flottille de 3 vedettes lance-torpilles indonésiennes d'une part, et un destroyer et une frégate hollandais d'autre part. L'une des vedettes indonésiennes est coulée.
En raison de son implication dans le « mouvement du 30 septembre 1965 », en particulier du rôle des KKO (infanterie de marine), la marine est négligée par le régime de Soeharto, un général de l'armée de terre. Son matériel d'Europe de l'Est devient bientôt non-opérationnel en raison du manque de pièces détachées et d'entretien.
En 1970, la marine indonésienne reçoit d'anciens escorteurs de l'US Navy et une ancienne vedette d'attaque de la Royal Australian Navy. En 1974, elle acquiert encore 4 frégates de l'US Navy.
Dans les années 1980, la marine achète 2 sous-marins allemands du type 209-1300, 3 frégates britanniques de la classe Tribal, 3 frégates de construction néerlandaise de la classe Fatahillah et 4 patrouilleurs construits en Corée du Sud du type PSK qu'elle équipe de missiles Exocet MM38.

## La polémique sur les bateaux est-allemands

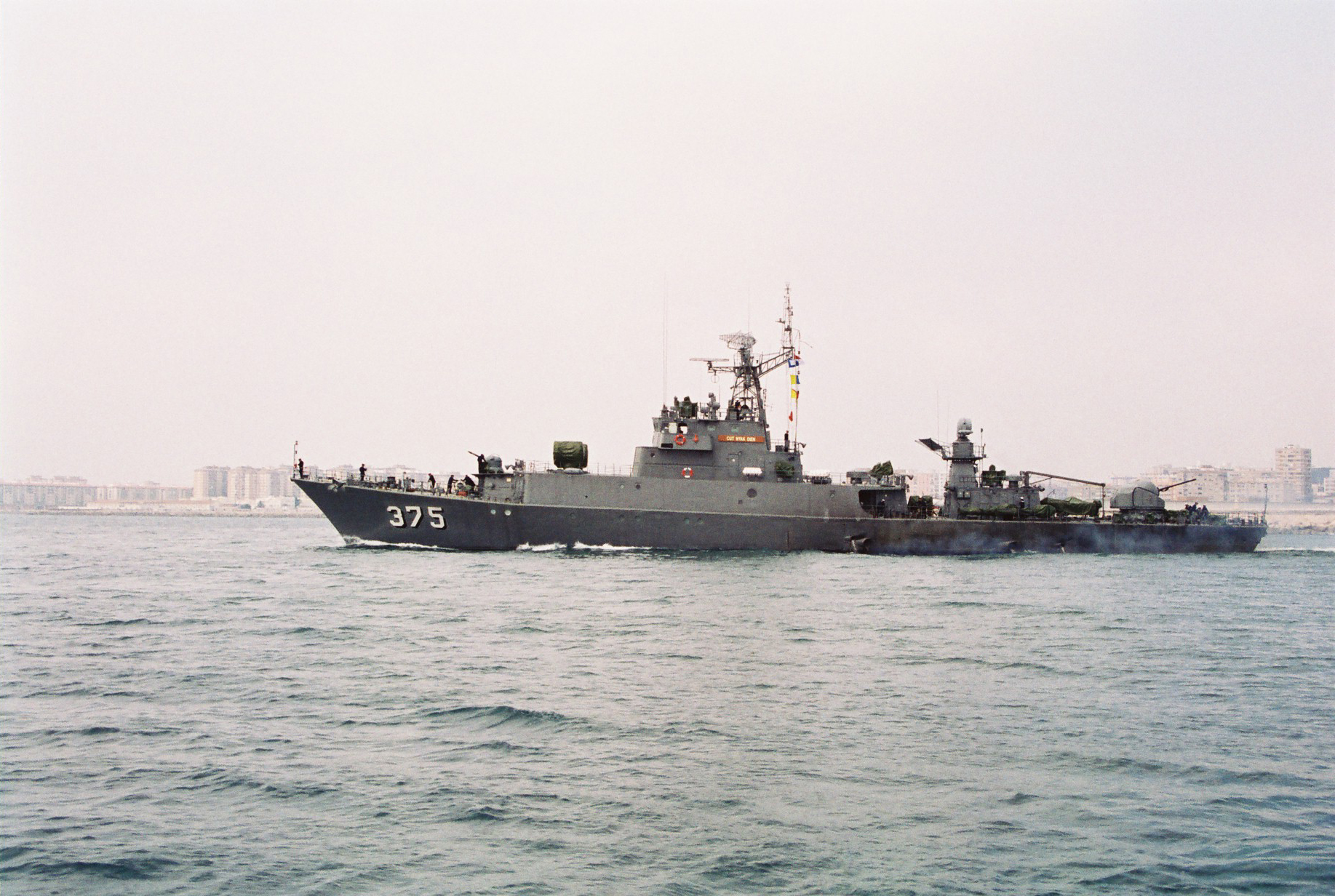
La corvette Cut Nyak Dien de la classe Kapitan Pattimura.

En 1993, à l'initiative du ministre de la Technologie B. J. Habibie, le gouvernement décide l'acquisition de 39 navires de la marine de l'ex-République démocratique allemande (dont 16 corvettes de la classe Parchim, devenue classe Kapitan Pattimura). La réparation et la modernisation de ces bâtiments coûtera 1 milliard de dollars américains. La dénonciation de ce projet par la presse conduira le régime Soeharto à ordonner l'interdiction de trois hebdomadaires.
Dans un communiqué de presse publié le 4 décembre 2008, l'INFID (Inter-NGO Forum on Indonesian Development), une coalition d'ONG indonésiennes, a déclaré que « l'Indonésie avait de bonnes raisons de cesser de rembourser à l'Allemagne une dette de 560 millions de dollars américains pour l'achat de 39 navires de guerre usagés et de demander la restitution des remboursements passés. » Ce point de vue a été exprimé par son directeur, M. Donatus K. Marud, le 3 décembre 2008, en soutien aux efforts déployés par le DPR (assemblée nationale) pour élaborer des recommandations destinées au gouvernement indonésien dans ses discussions avec le gouvernement allemand.

## Flotte
Le préfixe des navires de la marine indonésienne est "KRI", qui signifie Kapal Perang Republik Indonesia ou navire de guerre de la république d'Indonésie.

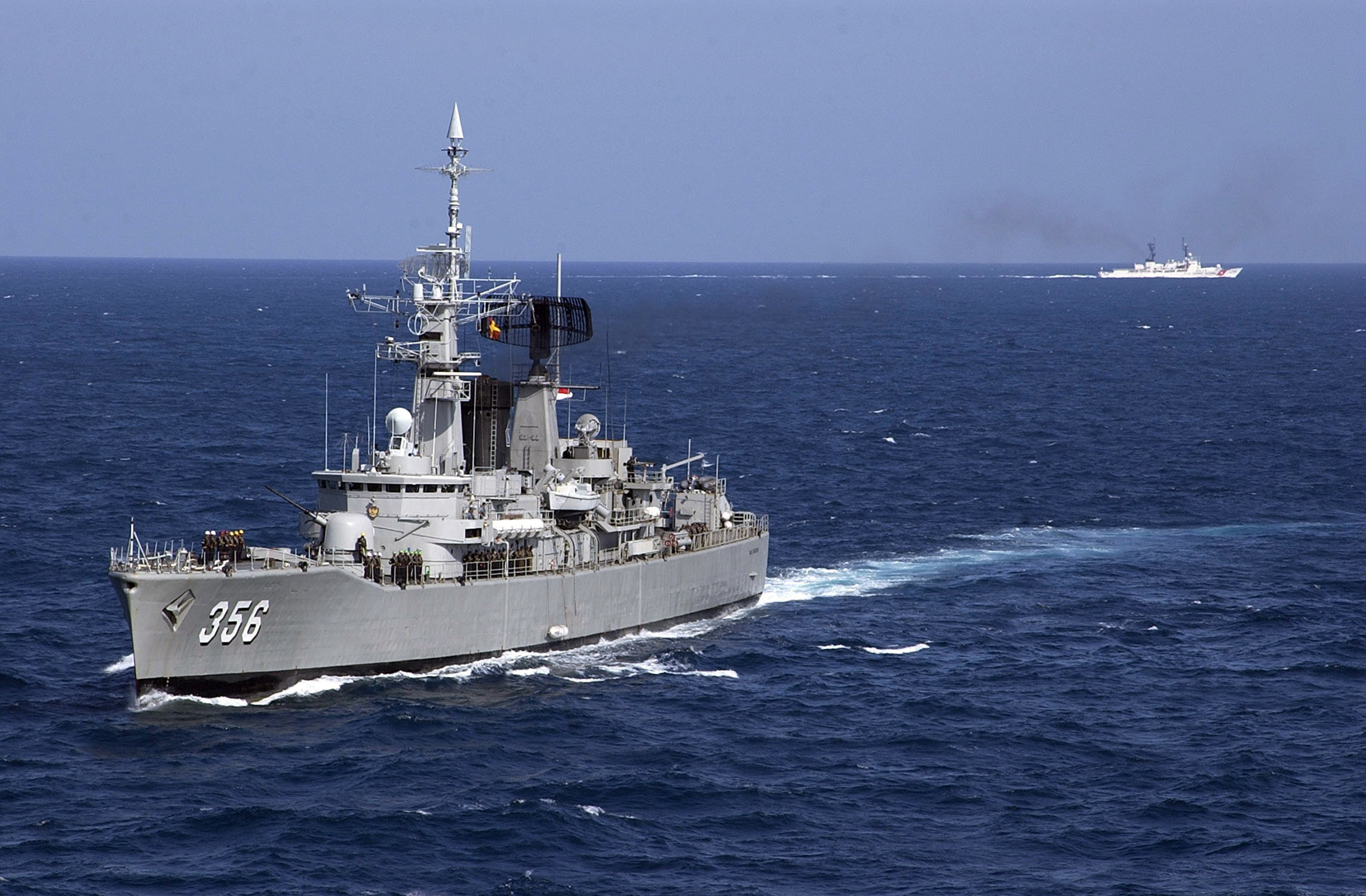
La frégate KRI Karel Satsuit Tubun de la classe Ahmad Yani

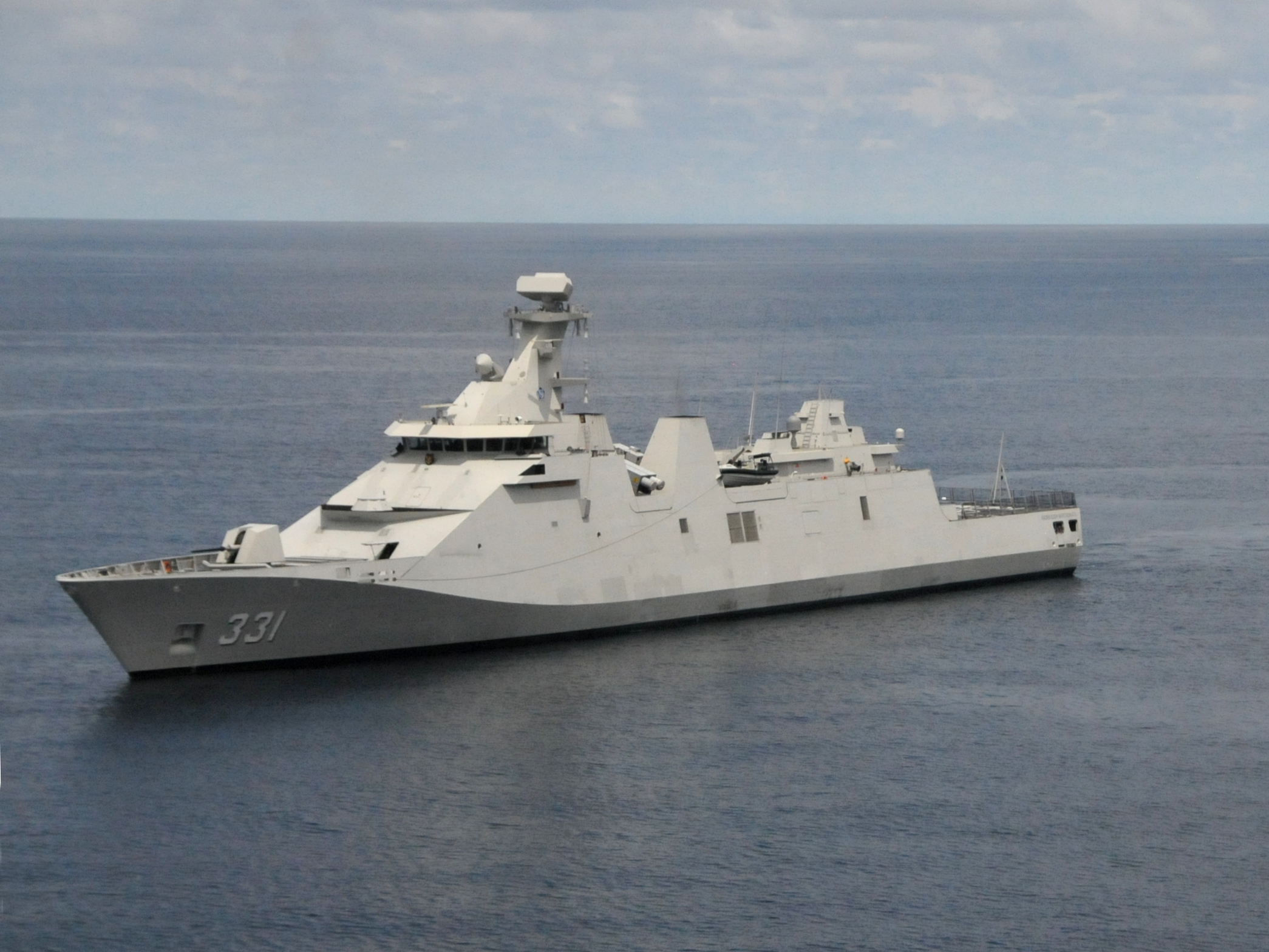
La frégate KRI Martadinata (331)

## Infanterie de marine

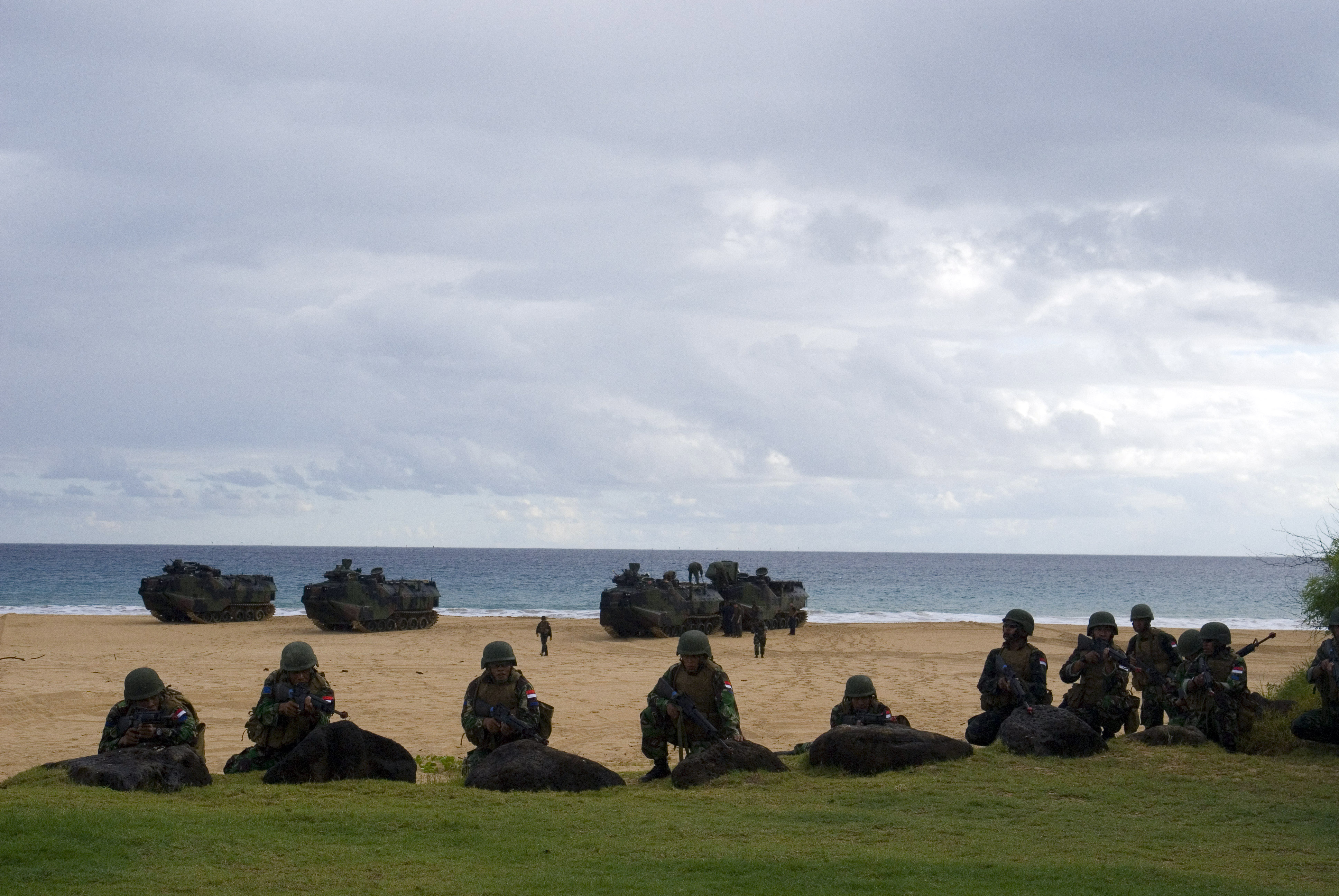
Unité du Korps Marinir lors d'un exercice dans le cadre du RIMPAC ("Rim of the Pacific Exercise") 2008 à Hawaii

Le corps des fusiliers marins indonésiens, le Korps Marinir, a été créée le 15 novembre 1945.

## Aéronautique navale
Le Pusat Penerbangan TNI AL ou Puspenerbal est l'aviation navale indonésienne, basée à Surabaya dans l'est de Java.

## Incidents
En attendant l'entrée en fonctionnement de l'Agence de la sécurité maritime indonésienne (Badan Keamanan Laut ou Bakamla), c'est la marine indonésienne qui assure la surveillance des eaux archipélagiques du pays, y compris la surveillance de ses côtes et de sa zone économique exclusive (ZEE). C'est elle qui réagit aux intrusions de navires dans les eaux territoriales indonésiennes.
Le 18 décembre 2014, le nouveau gouvernement indonésien a décidé qu'après des années de négligence qui auraient coûté chaque année au pays 25 milliards de dollars, il prendrait des mesures radicales contre les milliers de bateaux étrangers qui pêchent illégalement dans les mers du pays. Depuis l'investiture du président Joko Widodo en octobre 2014, la marine indonésienne a déjà capturé et coulé des dizaines de bateaux de pêche étrangers.
Les autorités australiennes ont reconnu que des navires de sa marine avaient par six fois violé les eaux territoriales indonésiennes du 1er décembre 2013 au 20 janvier 2014 dans le cadre de ses opérations de refoulement de bateaux d'immigrants illégaux.
En juin 2012, un patrouilleur indonésien a repéré un bateau thaïlandais qui pêchait illégalement loin à l'intérieur des eaux territoriales indonésiennes. Le bateau a pris la fuite. Le patrouilleur a ouvert le feu, puis lancé des cocktails Molotov à l'intérieur du bateau de pêche, qui a pris feu mais ne s'est pas arrêté. Le patrouilleur indonésien l'a poursuivi pendant 10 heures mais a fait demi-tour à la limite territoriale avec la Malaisie.
En juin 2010, un patrouilleur indonésien arrête un groupe de bateaux de pêche chinois qui pêchaient sans autorisation dans la zone économique exclusive indonésienne au nord-ouest des îles Natuna. Deux bâtiments chinois, plus grands et mieux armés, de l'administration chinoise des pêches, ont menacé le patrouilleur indonésien de tirs si celui-ci ne relâchait pas les bateaux de pêche, affirmant que ces eaux étaient traditionnellement chinoises et déclarant ne pas les reconnaître comme partie de la ZEE indonésienne. Le patrouilleur indonésien a dû céder.
Ainsi le 30 mai 2009, une canonnière de la marine royale malaisienne, le KD Baung, a pénétré les eaux indonésiennes dans le secteur d'Ambalat, à la position 4° 00′ 00″ N, 118° 09′ 00″ E. L'intrus a été repoussé par la corvette KRI Untung Surapati qui patrouillait dans la zone.
Le 12 octobre 2006, le KRI Pandrong, qui patrouillait en mer d'Arafura, a tiré 14 coups de canons contre le Chang Sun, un bateau de pêche battant pavillon du Bélize qu'il avait interpellé et qui se dirigeait alors vers  l'Australie. Le bateau, qui transportait 300 tonnes de poisson, a été arraisonné et conduit à Surabaya.
Le 19 septembre 2005, en mer d'Arafura, à la position 8° 57′ S, 137° 17′ E, un patrouilleur indonésien a tiré sur une flottille de quatre bateaux de pêche chinois qu'il soupçonnait de pêche illégale. Un marin est mort et deux ont été blessés.
En mars 2005, l'Indonésie a accusé un navire de la marine royale malaisienne, le KD Renchong, d'avoir percuté un de ses patrouilleurs, le KRI Tedong Naga, dans le secteur d'Ambalat.
Le 21 avril 2021, le sous-marin KRI Nanggala (402) coule avec 53 marins à bord à 95 km au nord de Bali.